# Меотичний ярус
Меоти́чний я́рус (рос. меотический ярус, англ. Meotian, нім. Meotysien n) — верхній ярус верхнього міоцену Чорноморсько-Каспійського басейну. Від давньої назви Азовського моря — Meotis.
Збігається з кінцем тортонського й початком мессінського ярусів неогену. 